# Navajo Volcanic Field

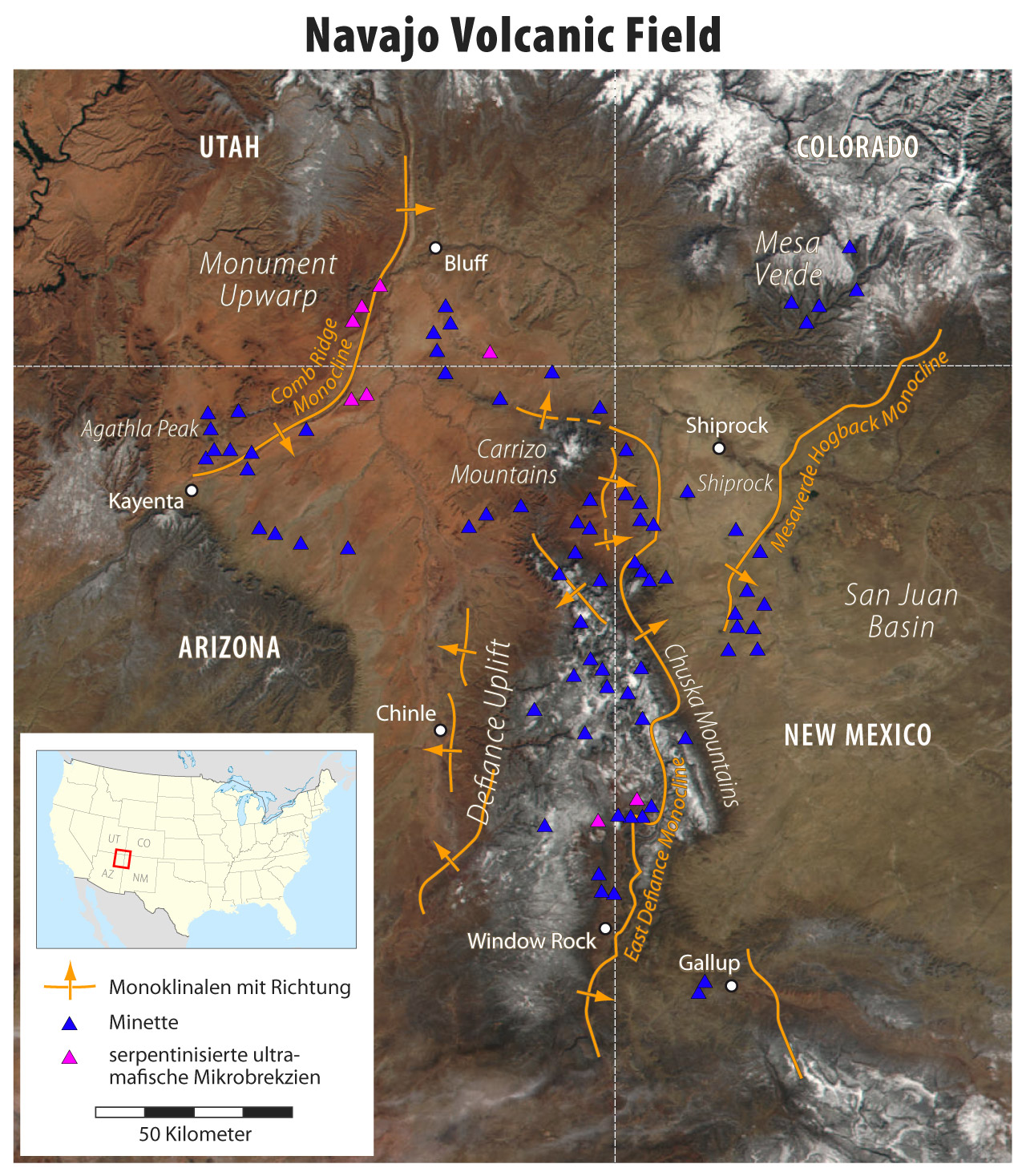
Karte des Navajo Volcanic Field

Das Navajo Volcanic Field, in der Navajo-Sprache tsézhiin ‘íí ‘áhí („schwarze herausragende Felsen“), ist ein auf rund 1800 Meter Höhe gelegenes, rund 30.000 Quadratkilometer großes Vulkanfeld auf dem Colorado Plateau. Die vulkanischen Erscheinungsformen bestehen aus mehr als 80 größeren Schloten, sowie einer Vielzahl an kleineren Intrusionen, Gängen, Lagergängen, Lavaströmen und Maaren magmatischen Ursprungs, die teilweise erst durch die Erosion des umgebenden, relativ weichen Sandsteins freigelegt wurden. Sie entstanden vor zirka 28 bis 19 Millionen Jahren.
Die geologische Bedeutung des Navajo Volcanic Fields liegt in der Tatsache, dass die vulkanischen Erscheinungen die Erdkruste relativ kurz nach dem Ende der laramischen Gebirgsbildung durchdrangen und dabei in den Magmaströmen zahlreiche Gesteine aus dem Erdmantel mitgerissen haben. Diese sind jetzt in den freiliegenden Gesteinen eingebettet. Da das Colorado-Plateau seitdem geologisch relativ ruhig blieb, kann man aus diesen als Xenolithe bezeichneten Fragmenten einen Einblick in den bis heute weitgehend unveränderten Erdmantel der Region gewinnen.

## Geographie

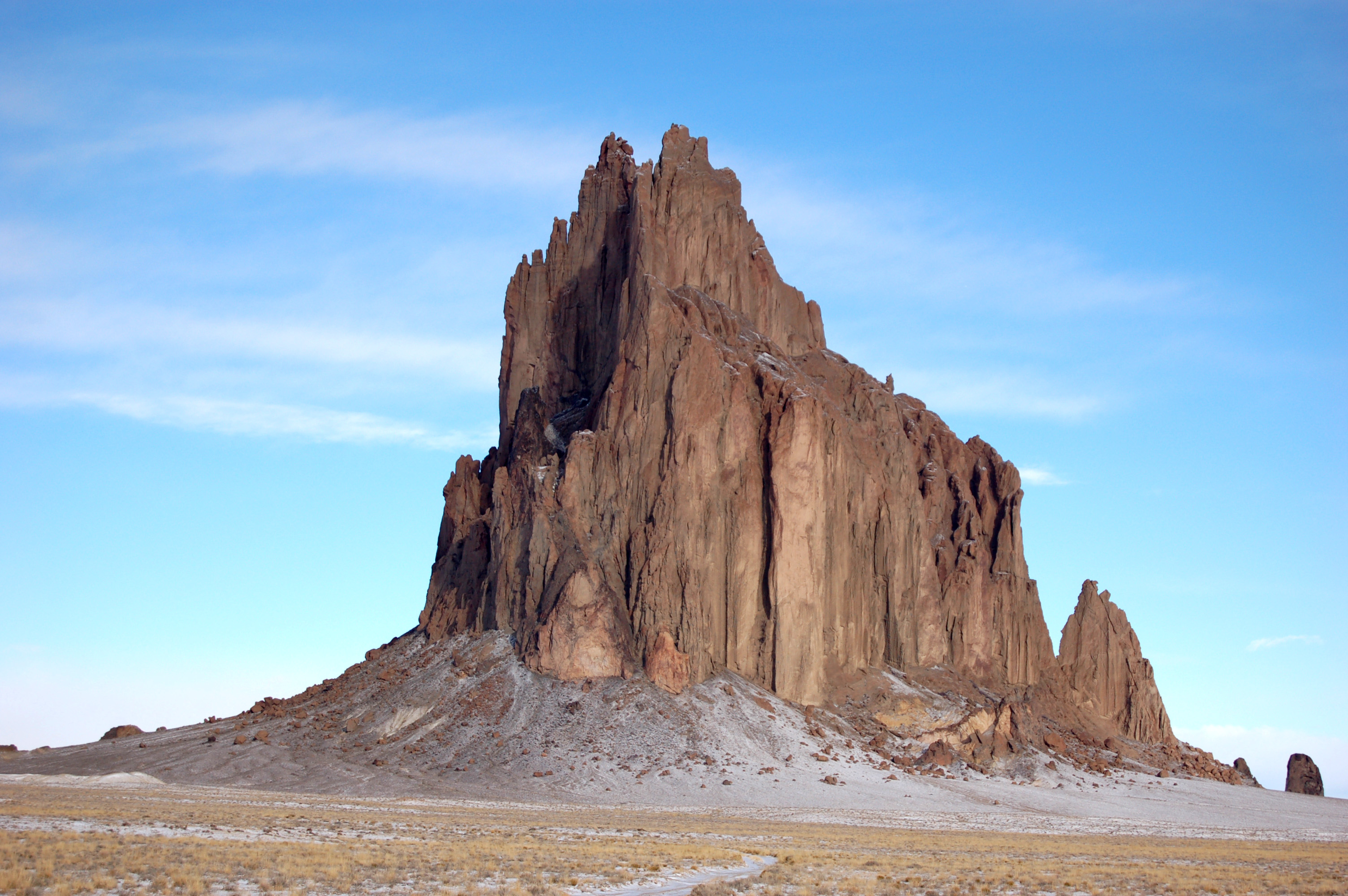
Der Shiprock, das wohl bekannteste Beispiel eines vulkanischen Necks aus dem Navajo Volcanic Field

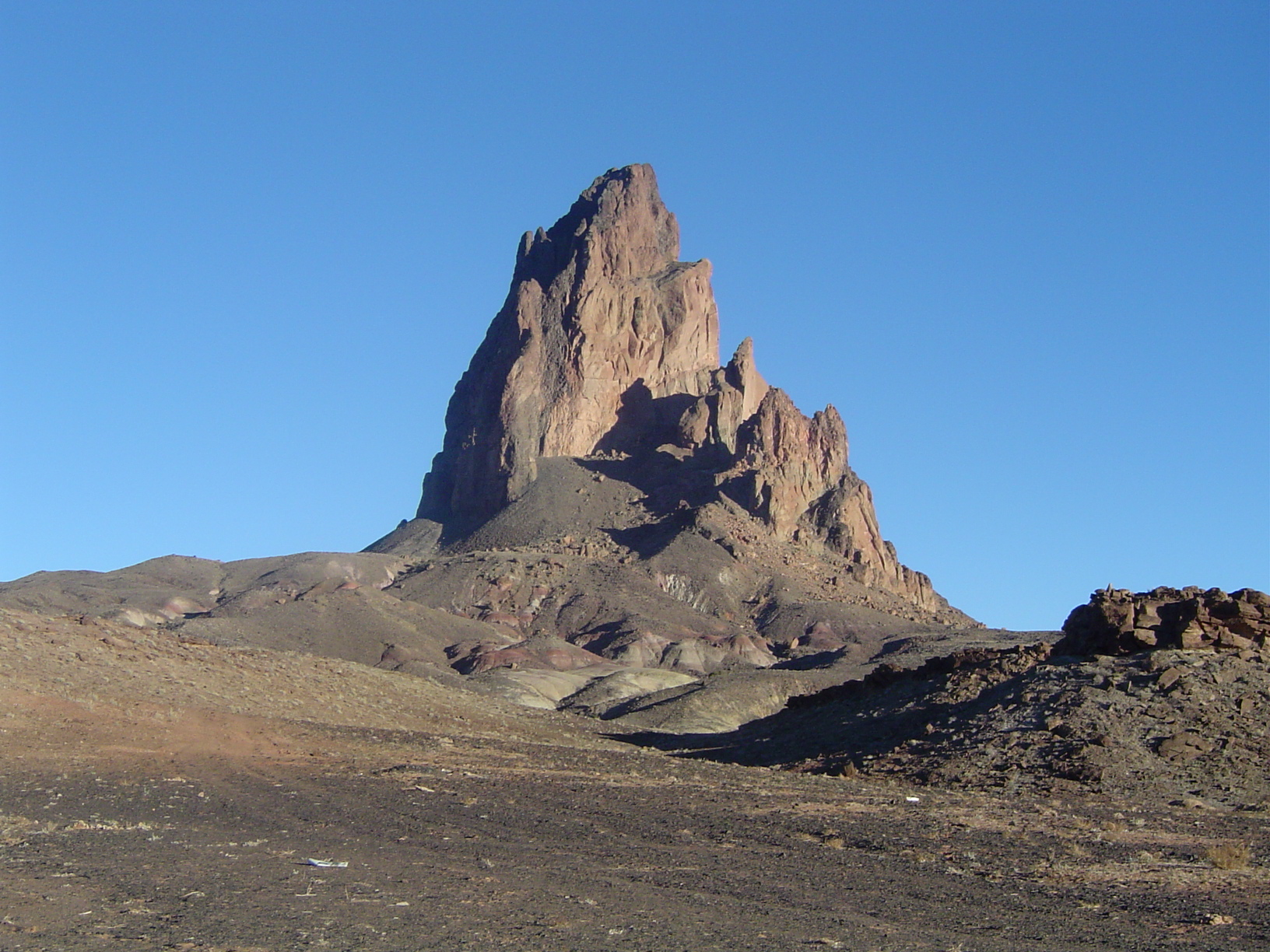
Neck des Agathla Peak, auch El Capitan genannt

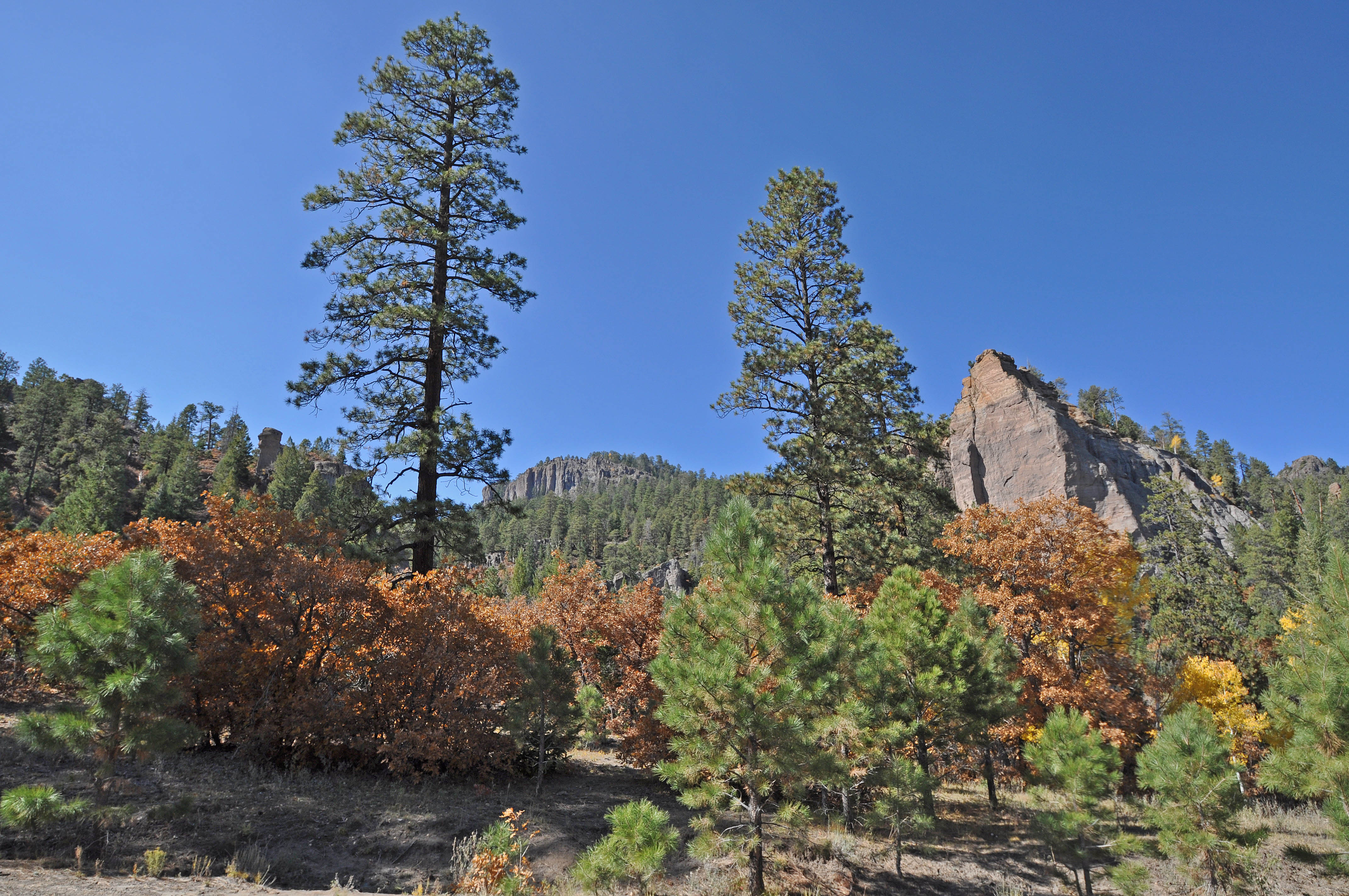
Im Krater des Narbona Pass-Vulkans in den Chuska Mountains

Das Navajo Volcanic Field liegt im als Four Corners bezeichneten Grenzgebiet der vier US-Bundesstaaten Utah, Colorado, Arizona und New Mexico und erstreckt sich auf alle vier Bundesstaaten. Es hat eine grob bogenförmige Struktur von Nordwesten nach Süden von rund 300 km Länge und etwa 100 km Breite, mit einem abgesetzten Bereich im Nordosten nahe dem Mesa-Verde-Hochland. Die Nordwestgrenze des Vulkanfeldes bildet der Ostrand des Monument Upwarp, sein Nordteil reicht in das Paradox-Becken, nahe dem Zentrum erheben sich die Carrizo Mountains und sein Südteil umfasst den Defiance Uplift und die Chuska Mountains. Im Osten liegen Teile des Feldes schon im San-Juan-Becken.
Untergrund und Umfeld des Navajo Volcanic Field sind vorwiegend Sandsteine aus dem Mesozoikum mit einem Alter von 251 bis 65 Millionen Jahren (mya) wie beispielsweise die Chinle-Formation, im Gebiet der Chuska Mountains aber auch jüngere Gesteine aus dem Paläogen mit einem Alter von 65 bis 28 mya wie der Chuska Sandstone.
Das Colorado-Plateau wurde im Rahmen der laramischen Gebirgsbildung vor etwa 80 bis 40 Millionen Jahren als Ganzes angehoben. Dabei traten einzelne Flexuren auf, Unterschiede in der Hebung, die ohne als Verwerfungen bezeichnete Brüche erfolgten. Wird durch spätere Erosion die Oberfläche abgetragen, so wird an den Flexuren die steil stehende Schichtung des abgeschobenen Seitenflügels horizontal oder mit geringen Höhenunterschieden angeschnitten. Diese Strukturen werden Monoklinalen genannt und können sich über 100 km und mehr erstrecken. Die an der Oberfläche sichtbaren Vulkanerscheinungen der Navajo Volcanic Fields konzentrieren sich entlang dieser Monoklinalen, weil Magma leichter an den Übergangszonen zwischen verschiedenen Gesteinsschichten aufsteigen, als diese durchdringen kann. Bei den abseits der Monoklinalen gelegenen Vulkanschloten ist anzunehmen, dass sie an Bruchzonen im tieferen Untergrund aufdrangen.

## Vulkanismus
Eine weitere Hebung des Colorado-Plateaus um bis zu 3000 m erfolgte erst nach dem Ende der vulkanischen Aktivitäten im Zeitraum 20 bis 6 Millionen Jahre. Seitdem ist aufgrund der Hochlandlage die Erosion auf dem Colorado-Plateau besonders wirksam. An einigen Vulkanschloten des Navajo Volcanic Field wurde der die Vulkanite umgebende Sandstein abgetragen, das härtere vulkanische Gestein wurde freigelegt und überragt seitdem das heutige Geländeniveau. Paradebeispiel hierfür ist der Shiprock – ein Neck aus Tuffbrekzie, der in etwa den mittleren Abschnitt eines Diatrems darstellt. An seinem Gipfel sind gerade noch Nachsturzeffekte zu erkennen, wie sie für den oberen Abschnitt eines Diatrems typisch sind. Weitere bekannte Beispiele sind der Agathla Peak und der Thumb.

### Entstehung
Die Vulkane des Navajo Volcanic Field sind überwiegend Maar-Diatrem-Vulkane. Sie wurden durch so genannte phreatomagmatische Eruptionen erzeugt, als in Gängen empordringendes Magma auf Grundwasser traf. Bei einem solchen Zusammentreffen werden Dampfexplosionen ausgelöst, die eine besonders hohe Eruptionsenergie erzielen. Unter mehrfachen Ausbrüchen bricht der als Diatrem bezeichnete Schlot an die Oberfläche durch und ein flacher Maarkrater wird herausgesprengt, der von einem Tuffring, bestehend aus dem bei den Ausbrüchen ausgeworfenen pyroklastischen Material, umgeben wird. Mit allmählicher Erschöpfung des Grundwasservorrats wandern die Explosionsherde weiter in die Tiefe und zurück bleibt ein trichterförmiger Schlot, gefüllt mit Brekzien aus verfestigtem Magmen- und Nebengesteinstrümmern. Nach Beendigung der explosiven Tätigkeiten kann Magma in den Schlotbrekzien aufsteigen und als Lavastrom den Maarkrater auffüllen. Gelegentlich laufen Lavaströme auch über und verlassen den Krater. In der Schlussphase kommt es dann oft zu einem Einbruch und Nachstürzen des oberen Schlotbereichs.
Am Narbona Pass Volcano in den Chuska Mountains kann dieses Entstehungsmodell eines Maar-Diatrem-Vulkans weitgehend nachvollzogen werden. Der Maar-Krater am Narbona Pass hat einen Durchmesser von knapp 2 km, an seinem Rand ist der geschichtete Tuffring zu erkennen, im Inneren sowohl Lavaflüsse wie kleinere durch Erosion freigelegte Schlotfüllungen.
Ausnahmen sind acht aus serpentinisierten, ultramafischen Mikrobrekzien (Akronym: SUM, von engl. serpentinized ultramafic microbrecia) aufgebaute Schlote, von denen sieben in unmittelbarer Nähe der Monoklinalen liegen. Die Entstehung dieser Mikrobrekzien erklärt sich dadurch, dass gasreiches Magma unter relativ niedrigen Temperaturen schon beim Aufstieg auf wasserhaltiges Gestein traf, das Magma hierdurch sehr rasch abkühlte und fragmentierte; größere Explosionen blieben hier aus. Die acht SUMs wurden zunächst als Kimberlite angesprochen, bis die neue, beschreibende Bezeichnung etabliert wurde.

### Gesteinszusammensetzung
Die typischen Vulkangesteine im Navajo Volcanic Field sind überwiegend Minetten. Die am Ende der Eruptionen entstandenen Lavaströme bestehen meist aus Trachybasalten. Diese sind chemisch identisch mit den Minetten, haben aber eine andere petrologische Struktur, weil sie an der Oberfläche und damit unter Atmosphärendruck aushärteten; Minetten erstarren bereits im Schlot unterhalb der Oberfläche und unter Druck. Neben den Minetten treten vereinzelt auch sehr seltene Gesteinsarten auf, wie beispielsweise natriumhaltige Lamprophyre (Monchiquite), Olivinmelilithit und Katungit.
Die Minetten sind Lamprophyre, die wegen ihres hohen Magnesium- und Eisengehaltes als mafisch eingestuft werden. Sie bestehen zu ungefähr 50 Gewichtsprozent aus SiO2 in Verbindung mit einem sehr hohen K2O-Gehalt von durchschnittlich 6 %. Nur einige wenige Minetten weisen höhere SiO2-Gehalte von bis zu 60 % auf und werden damit als felsisch klassifiziert. Die höheren SiO2-Anteile lassen sich durch eine fraktionierte Kristallisation in späteren Aufstiegsphasen erklären. Die Temperatur des Minetten-Magmas bei der Eruption wird auf 1000 ± 75 °C oder nach einer anderen Schmelzprobe auf zwischen 1000 und 1200 °C geschätzt.

### Magmatische Evolution
Für die Entstehung des Magmas und die Erklärung seiner Zusammensetzung werden verschiedene Ansätze diskutiert. Grundsätzlich können die auffällig hohen Magnesium- und Eisen-Anteile entweder durch Abtrennung der fehlenden Anteile oder durch Anreicherung der häufigen Stoffe erklärt werden. Im Einzelnen wird vorgeschlagen, dass der Mantel-Peridotit schon vorher von einer Kalium-Metasomatose betroffen worden war, bevor er partiell aufschmolz, Residualanteile zurückließen und eine Fraktion mit der beobachteten Zusammensetzung entlang Verwerfungen in der Erdkruste aufstieg. Es ist aber auch möglich, dass die im Chemismus des Vulkanfelds fehlenden Bestandteile schon in einem früheren partiellen Aufschmelzereignis abgetrennt worden waren und dass der erneute Schmelzvorgang sowie der Aufstieg als Magma erst wesentlich später erfolgten. Alternativ wird ferner angenommen, dass die hohen Eisen- und Magnesium-Anteile nicht aus dem eigentlichen Mantelgestein selbst stammen, sondern sich erdgeschichtlich wesentlich früher und tiefer im Erdmantel durch Schmelzvorgänge ansammelten und dann intrusiv in jenes Mantelgestein gelangten, welches später zum Magma aufschmelzen sollte. Letztlich kommt auch eine nicht näher beschriebene fraktionierte Kristallisation eines bereits vorhandenen ultramafischen Magmas in Betracht.
In allen Erklärungen entstanden die acht SUM-Diatreme aus einem Magma mit besonders hohem Gasanteil, wobei die wenigen felsischen Minetten aus dem obersten Teil des Aufschmelzbereichs, die Mehrzahl der mafischen Minetten jedoch aus tieferen Schichten stammen.
Die in das Vulkangestein eingebetteten Xenolithe aus dem Erdmantel bestehen in der Regel aus Spinell- und seltener Granat-Peridotiten (Lherzolithe) sowie Eklogiten. Diese Xenolithgesteine des Navajo-Vulkanfelds zeigen, dass der Erdmantel unter dem Colorado Plateau starke Ähnlichkeiten mit ozeanischer Erdkruste hat. Es fand dort also mutmaßlich bereits im Präkambrium eine Subduktion einer ozeanischen tektonischen Platte unter eine kontinentale Platte statt, analog zur Erklärung der laramischen Gebirgsbildung durch Subduktion der Farallon-Platte. Allerdings sind die Gesteine in ihrer chemischen Zusammensetzung nicht vollständig mit dem im Erdmantel vorherrschenden Peridotit identisch, sondern es fehlen Fraktionen, wodurch der Kalium- sowie der Eisen- und Magnesiumanteil relativ zunehmen. Aus der  Analyse der Gesteinsverteilung innerhalb der Diatreme lässt sich ermitteln, dass die als Moho bezeichnete Grenze von Erdkruste und -mantel unter dem Colorado-Plateau bei etwa 43 km Tiefe liegt.

## Ethnogeologie
Heute siedeln in der Region die Navajo, die sich selbst als Diné bezeichnen. Nahezu das gesamte Navajo Volcanic Field liegt im Gebiet der Navajo Nation, ihrem selbstverwalteten Territorium. Sie haben eine große Zahl an Mythen und Legenden, die sie mit den vulkanischen Felsformationen in Verbindung bringen, so ist beispielsweise der Shiprock Schauplatz einer bedeutenden Episode in ihrer Schöpfungsgeschichte. Das Weltbild der Navajo ist von einem allumfassenden Dualismus geprägt: in der Vorstellung der Navajo verdanken die Erde und alle Erscheinungsformen der belebten und unbelebten Natur ihre Entstehung dem Zusammenwirken von Nohosdzáán (Erde) and Yadihil (Himmel). Die einzelnen Prozesse werden in schöpfende, weibliche, und zerstörende, männliche Faktoren unterschieden. In einer an die traditionelle, als tsé na’alkaah (Gesteinslehre) bezeichneten Ethno-Geologie der Diné angelehnten Erklärung können die vulkanischen Formationen des Navajo Volcanic Fields als durch das gewaltsame (männliche) Zusammenwirken von Magma aus der Erde mit vom Himmel stammendem Wasser beschrieben werden. Die Gesteine in den Schloten wurden durch Interaktion der (weiblichen, aus der Erde stammenden) Hebung des Colorado-Plateaus mit der (männlichen, vom Himmel kommenden) Erosion freigelegt. Diese Integration der wissenschaftlichen Geologie mit traditionellen Vorstellungen wird an Schulen und Hochschulen der Diné verwendet, um den naturwissenschaftlichen Unterricht mit der Kultur und Vorstellungswelt der Diné zu verschmelzen.